# Zoltán Gera
Zoltán Gera (Pécs, 22 de abril de 1979) es un exfutbolista y entrenador húngaro que jugaba de centrocampista. Desde octubre de 2024 dirige al Kecskeméti TE de la Nemzeti Bajnokság II.

## Trayectoria
Comienza su carrera como profesional en el SC Harkány de la Primera División húngara en la temporada 96/97, con 18 años pasa a formar parte del Pécsi Mecsek FC, club de su ciudad natal, Pécs, donde juega entre 1997 y 2000 y se consolida como titular, sus buenas actuaciones lo llevaron a Ferencváros T.C., con las águilas Verdes consigue el primer título de su carrera, en el año 2001 al salir campeones de la Primera División húngara, al año siguiente debuta en la selección de Hungría con solo 23 años, 1 año más tarde, en 2003 consigue la Copa de Hungría empezando a escribir su historia como profesional.
En el año 2004 consigue junto a su club, Ferencváros T. C. a ganar la Primera División húngara, la Magyar Cup y la Supercopa de Hungría, los 3 títulos más importantes de Hungría en el mismo año. Además de eso fue elegido 3 veces el mejor jugador del fútbol profesional de Hungría, en el año 2002, luego en 2004 y repitiendo en 2005.
En junio de 2004 el club inglés West Bromwich Albion Football Club confirmó su traspaso, siendo presentado al mes siguiente y jugando un partido contra el Fulham.
El 18 de mayo de 2005, la revista en línea soccernet.com lo escoge en la Premier League 2004-05 dentro del 11 ideal, del que formaban parte también Petr Čech, Tony Hibbert, Jamie Carragher, John Terry, Gabriel Heinze, Tim Cahill, Frank Lampard, Arjen Robben, Thierry Henry y Wayne Rooney.
En septiembre de 2005, la prensa de Inglaterra empieza una comparación con Ferenc Puskas (que no es de extrañar, porque si aparecen esas cualidades en un joven talentoso del fútbol húngaro, vienen inmediatamente a la comparación). Gera se había vuelto tan popular que la prensa de Inglaterra con más frecuencia lo empezaba a nombrar como «Magical Magyar» (el húngaro mágico). La prensa británica no tenía dudas que llegaría a tener el mismo nivel que el legendario Ferenc Puskás, el jugador del West Bromwich Albion Football Club respondió de forma muy modesta con estas palabras:
"Creo que esta comparación no resiste, no estoy tan conectado con el fútbol como lo estuvo Puskás. No lo he visto jugar, pero sé que mientras a esta edad yo no he conseguido muchas cosas, él ya era una leyenda viva del Real Madrid".
En enero de 2008, el diario británico Daily independiente de los gestores británicos, los jugadores y agentes pidieron a los expertos ayuda para crear una lista de los mejores futbolistas en Gran Bretaña, pero que fueran extranjeros, Zoltan este "7" de demarcación quedó incluido. Una breve descripción de la misma era la siguiente: "Es el extremo clásico, que tiene una carrera de fútbol estable, en la Premier League podría puede ser un grande si las lesiones no lo impiden, si no pierde la constancia ni las ganas, podrá ser un grande".

## Selección nacional
Fue internacional con la selección de fútbol de Hungría, jugando 97 partidos internacionales en los cuales anotó 26 goles. Participó en la Eurocopa 2016, torneo en el que anotó un tanto en el último partido de la fase de grupos frente a Portugal.

### Participaciones en Eurocopas
| Copa          | Sede    | Resultado        | Partidos | Goles |
| ------------- | ------- | ---------------- | -------- | ----- |
| Eurocopa 2016 | Francia | Octavos de final | 4        | 1     |

## Clubes

### Como jugador
| Club                       | País       | Año       |
| -------------------------- | ---------- | --------- |
| Harkány S. E.              | Hungría    | 1996-1997 |
| Pécsi M. F. C.             | Hungría    | 1997-2000 |
| Ferencváros T. C.          | Hungría    | 2000-2004 |
| West Bromwich Albion F. C. | Inglaterra | 2004-2008 |
| Fulham F. C.               | Inglaterra | 2008-2011 |
| West Bromwich Albion F. C. | Inglaterra | 2011-2014 |
| Ferencváros T. C.          | Hungría    | 2014-2018 |

### Como entrenador
| Club           | País    | Año       |
| -------------- | ------- | --------- |
| Hungría sub-21 | Hungría | 2019-2024 |
| Vasas F. C.    | Hungría | 2024      |
| Kecskeméti TE  | Hungría | 2024-     |

## Palmarés

### Títulos nacionales
| Título               | Club              | País    | Año  |
| -------------------- | ----------------- | ------- | ---- |
| Nemzeti Bajnokság I  | Ferencváros T. C. | Hungría | 2001 |
| Copa de Hungría      | Ferencváros T. C. | Hungría | 2003 |
| Nemzeti Bajnokság I  | Ferencváros T. C. | Hungría | 2004 |
| Copa de Hungría      | Ferencváros T. C. | Hungría | 2004 |
| Supercopa de Hungría | Ferencváros T. C. | Hungría | 2004 |
| Copa de Hungría      | Ferencváros T. C. | Hungría | 2015 |
| Supercopa de Hungría | Ferencváros T. C. | Hungría | 2015 |
| Nemzeti Bajnokság I  | Ferencváros T. C. | Hungría | 2016 |
| Copa de Hungría      | Ferencváros T. C. | Hungría | 2016 |
| Supercopa de Hungría | Ferencváros T. C. | Hungría | 2016 |
| Copa de Hungría      | Ferencváros T. C. | Hungría | 2017 |